# Hermann Jacobsen (Botaniker)

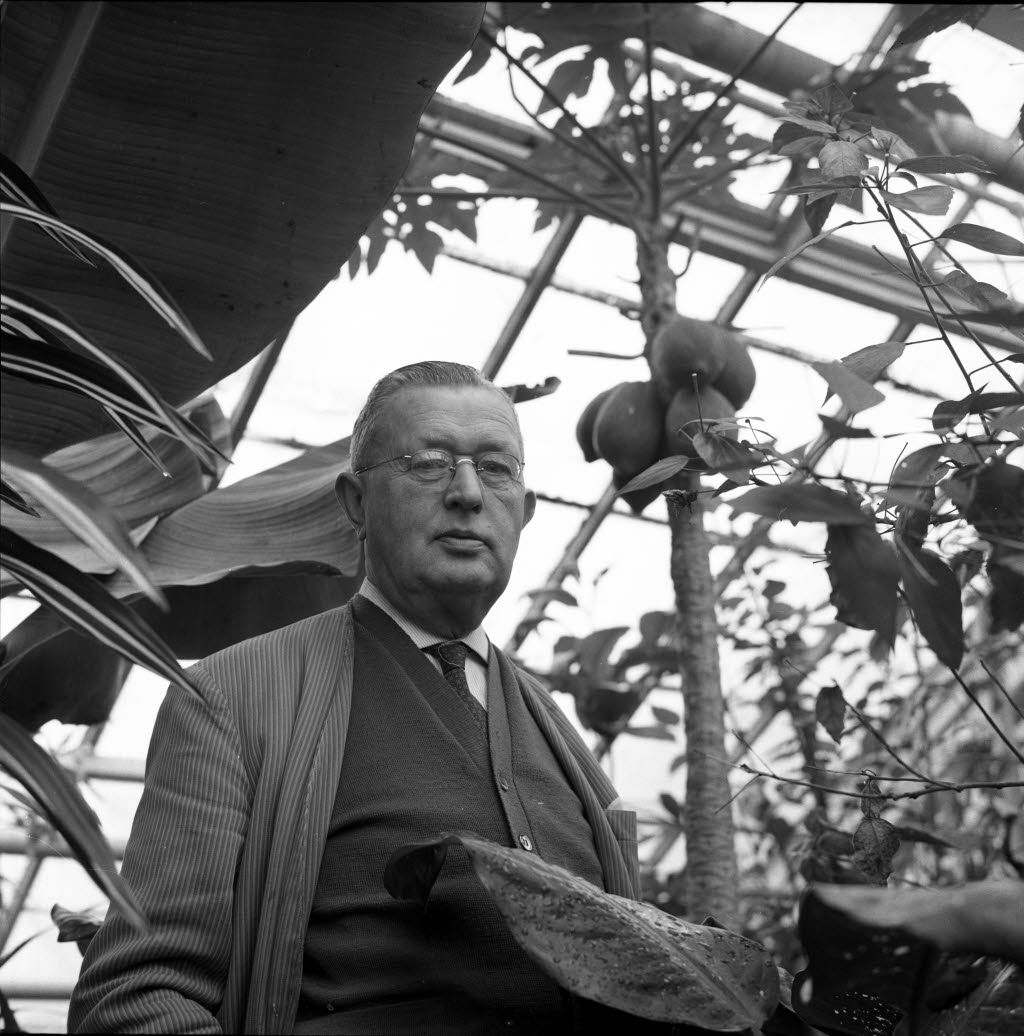
Hermann Jacobsen (1963)

Hermann Johannes Heinrich Jacobsen (* 26. Januar 1898 in Hamburg; † 19. August 1978 in Kiel) war ein deutscher Gärtner und Sukkulentenforscher. Er leitete den Botanischen Garten in Kiel von 1929 bis 1963 als Garteninspektor. Sein offizielles botanisches Autorenkürzel lautet „H.Jacobsen“.

## Leben und Wirken

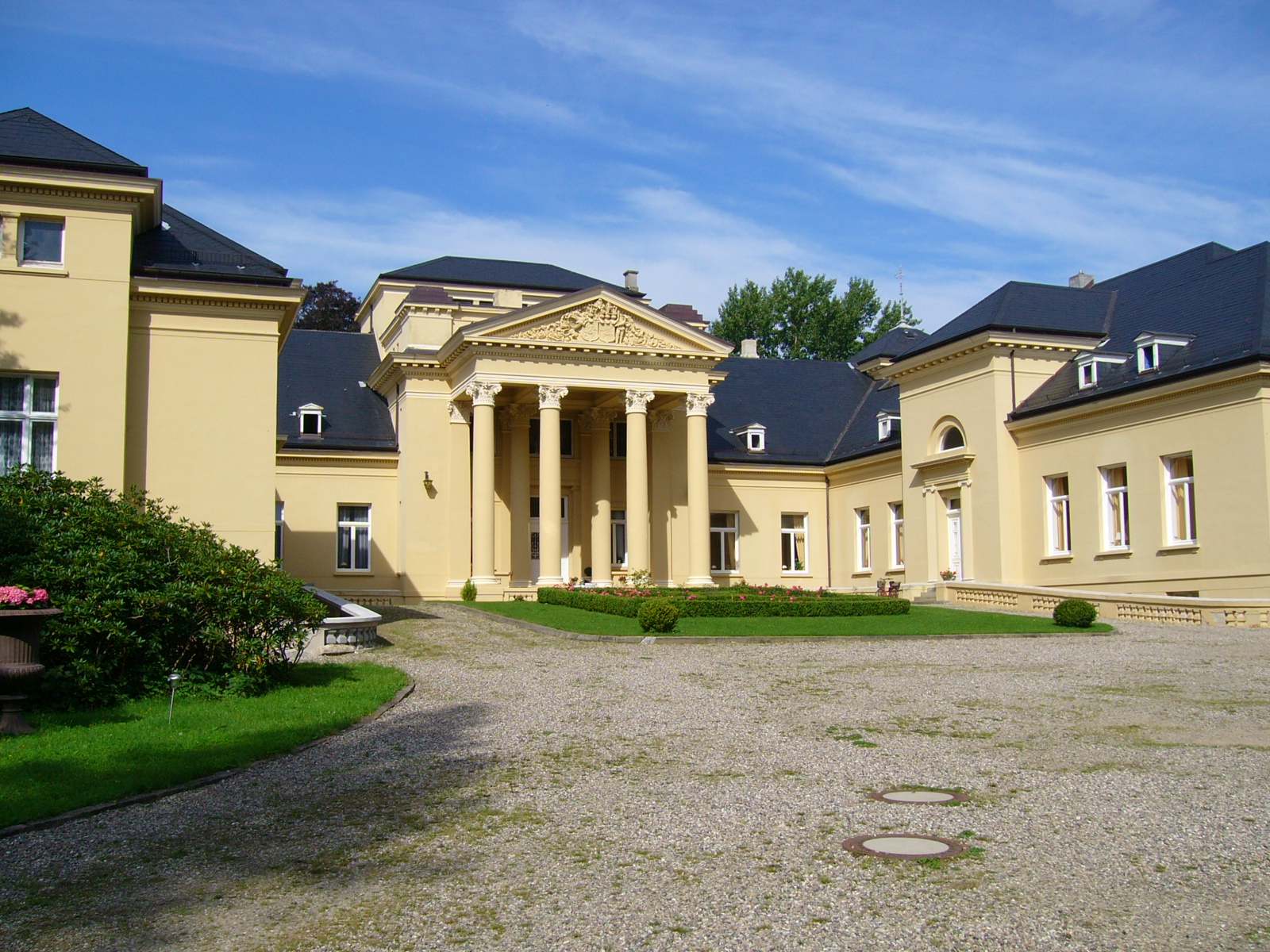
Auf dem Gut Bredeneek begann Hermann Jacobsens gärtnerische Laufbahn

Hermann Jacobsen war der Sohn eines Klaviermachers. Er begann am 1. April 1912 seine dreijährige Lehre in der Gutsgärtnerei von Conrad Hinrich Freiherr von Donner (1876–1937) in Bredeneek bei Preetz. Im Anschluss daran trat Jacobsen am 1. April 1915 eine Gehilfenstelle in der Baumschule von Lorenz von Ehren (1867–1948) in Nienstedten an, bat jedoch nach dreizehn Monaten im Frühjahr 1916 um seine Entlassung, da ihm die Arbeit zu beschwerlich war und nicht seinen Neigungen entsprach. Ab dem 1. Mai 1916 arbeitete er als Gehilfe in der Hofgärtnerei von Friedrich Franz IV. am Schweriner Schloss. Diese Tätigkeit währte nur kurz, da Jacobsen im November 1916 zum Heeresdienst einberufen und an die Westfront in Flandern abkommandiert wurde.
Nach dem Ersten Weltkrieg arbeitete er in den Botanischen Gärten in Köln und Bonn, ehe er als Garteninspektor (in der Funktion eines Technischen Leiters) an die Christian-Albrechts-Universität zu Kiel wechselte, wo er den Garten (heute als "Alter Botanischer Garten in Kiel" ein Park) von 1929 bis 1963 leitete. Unter anderem baute er hier zusammen mit Gustav Schwantes eine der größten Sammlungen von Mittagsblumengewächsen auf, die vielen wissenschaftlichen Bearbeitungen diente. Jacobsen entfaltete eine rege Vortragstätigkeit, veröffentlichte zahlreiche gärtnerische und botanische Bücher und Fachartikel.
Ende September 1950 gehörte Hermann Jacobsen zu den Gründungsmitgliedern der Internationalen Organisation für Sukkulentenforschung. Er war Vizepräsident der African Plant Society, der Cactus and Succulent Society of Great Britain und der National Cactus and Succulent Society. Außerdem war er Mitglied der Linnean Society of London, der Cactus and Succulent Society of America sowie korrespondierendes Mitglied der Magyar Kaktuszgyűjtők Országos Egyesülete (Ungarische Kakteen-Gesellschaft).

## Ehrungen

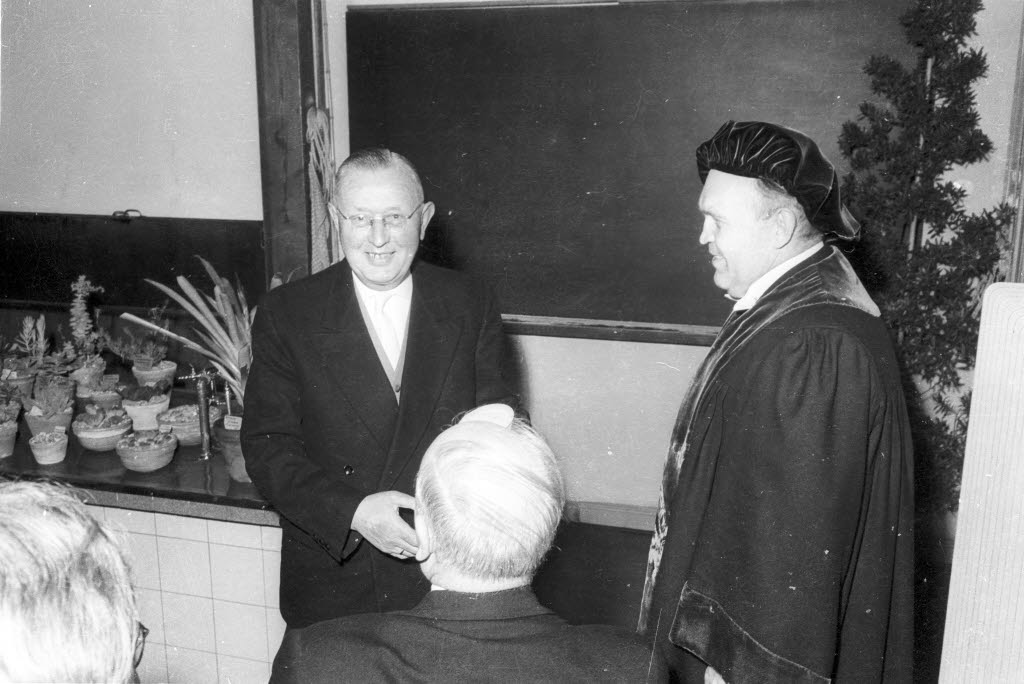
Verleihung der Ehrendoktorwürde

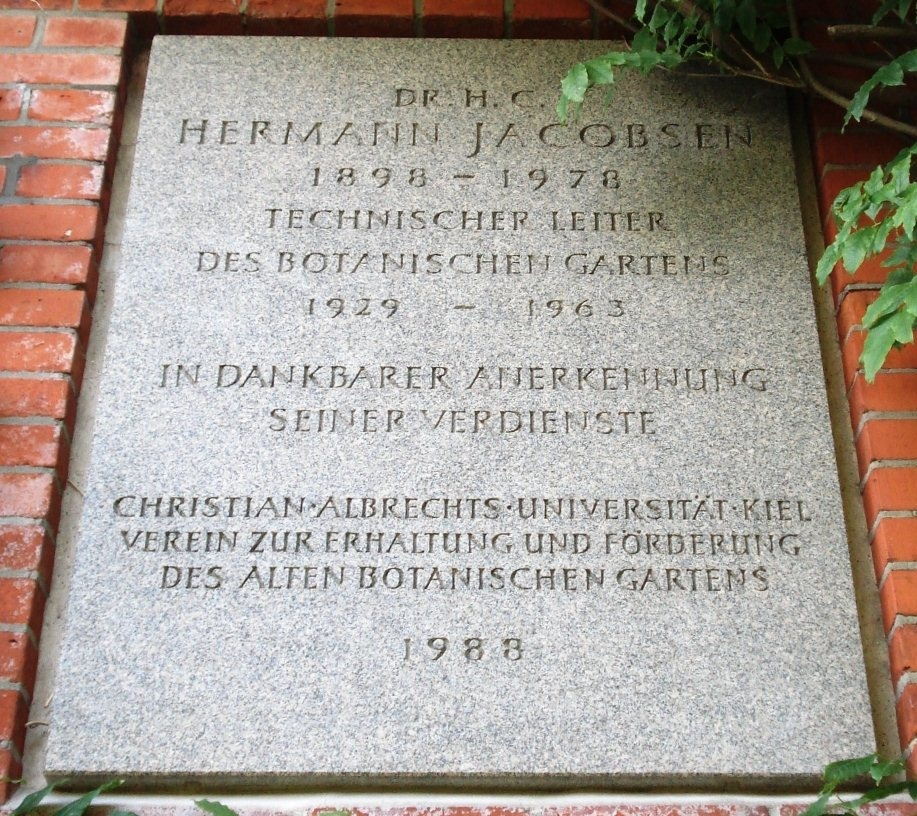
Gedenktafel für Hermann Jacobsen am Pavillon mit Aussichtsplattform im alten Botanischen Garten in Kiel

Louisa Bolus und Gustav Schwantes benannten 1954 nach Hermann Jacobsen die Gattung Jacobsenia aus der Pflanzenfamilie der Mittagsblumengewächse (Aizoaceae). Zahlreiche sukkulente Pflanzenarten verweisen im Artepitheton auf ihn, unter anderen Apicra jacobseniana Poelln. (1939), Argyroderma jacobsenianum Schwantes (1933), Conophytum jacobsenianum Tisch. (1956), Cotyledon jacobseniana Poelln. (1936), Glottiphyllum jacobsenianum Schwantes (1954), Haworthia jacobseniana Poelln. (1937), Lithops jacobseniana Schwantes (1936) und Senecio jacobsenii G.D.Rowley (1955).
Am 8. Juni 1958 wurde er zum Ehrenmitglied der Deutschen Kakteen-Gesellschaft gewählt. Hermann Jacobsen erhielt 1963 auf Antrag der Mathematisch-Naturwissenschaftlichen Fakultät den Ehrendoktor-Titel der Christian-Albrechts-Universität zu Kiel.
Am Pavillon mit Aussichtsplattform im alten Botanischen Garten in Kiel ist eine Gedenktafel für Hermann Jacobsen angebracht. 

## Schriften (Auswahl)

### Bücher
- Die Sukkulenten. Beschreibung, Kultur und Verwendung der sukkulenten Gewächse mit Ausnahme der Kakteen. Ein Buch für Gärtner und Pflanzenliebhaber. (= Pareys Handbücher der gärtnerischen Kulturpflanzen. Band 5). Paul Parey, Berlin 1933.
- Succulent plants: description, cultivation and uses of succulent plants, other than cacti. Williams & Norgate, London 1935 (übersetzt von Vera Higgins).
- Verzeichnis der Arten der Gattung Mesembryanthemum L. nebst deren abgetrennten Gattungen. In: Feddes repertorium specierum novarum regni vegetabilis. Beihefte. Band 106, Berlin 1938, S. 1–198; Supplement 1939, S. 1–34.
- Die Kultur der sukkulenten Pflanzen. (= Die gärtnerische Berufspraxis. Band 17). Paul Parey, Berlin 1939.
- The Cultivation of Succulents. Williams & Norgate, London 1939 (übersetzt von Vera Higgins).
- Mesembryanthemaceae (Mittagsblumengewächse). Ein Buch für Gärtner und Pflanzenliebhaber. (= Grundlagen und Fortschritte im Garten- und Weinbau. Heft 84). Stuttgart, Eugen Ulmer 1950 (mit Otto Heinrich Volk und Hans Herre).
- Kakteen und andere Sukkulenten. Ein Buch für Gärtner und Pflanzenliebhaber. Deutsche Gärtnerbörse, Aachen 1952.
- Mein Leben dem Garten. Ein Buch für junge Gärtner. Gustav Fischer, Jena 1954.
- Handbuch der sukkulenten Pflanzen. Beschreibung und Kultur der Sukkulenten mit Ausnahme der Cactaceae. 3 Bände, Gustav Fischer, Jena 1954–1955, (Band 1: Abromeitiella bis Euphorbia; Band 2: Fockea bis Zygophyllum; Band 3: Mesembryanthemaceae).
- A Handbook of succulent plants: Descriptions, synonyms and cultural details for succulents other than cactaceae. 3 Bände, Blandford Press, London 1960 (nach der 1. deutschen Auflage, überarbeitet und erweitert, übersetzt von Hildegard Raabe).
- Das Sukkulentenlexikon. Kurze Beschreibung, Herkunftsangaben und Synonymie der sukkulenten Pflanzen mit Ausnahme der Cactaceae. 1. Auflage, Gustav Fischer, Jena 1970.
- Lexicon of succulent plants: Short descriptions, habitats and synonymy of succulent plants other than cactaceae. Blandford Press, London 1974 (nach der 1. deutschen Auflage, überarbeitet und erweitert, übersetzt von Lois Glass); 2. Auflage, Blandford Press, London 1977.
- Das Sukkulentenlexikon. Kurze Beschreibung, Herkunftsangaben und Synonymie der sukkulenten Pflanzen mit Ausnahme der Cactaceae. 2. erweiterte Auflage, Gustav Fischer, Jena 1981; 3. durchgesehene Auflage, Gustav Fischer, Jena 1983.

### Zeitschriftenbeiträge (Auswahl)
- Halophyten – Pseudosukkulenten. In: Kakteen und andere Sukkulenten. Band 10, 1937, S. 156–159 und 199–200.
- Unstimmigkeiten in der Bezeichnung der Mesembrianthema. In: Kakteen und andere Sukkulenten. Band 10, 1937, S. 159–163.
- Zur Kenntnis der Gattung Conophytum N.E.Br. In: Feddes repertorium specierum novarum regni vegetabilis. Band 43, Nummer 11–16, 1938, S. 221 (doi:10.1002/fedr.19380431103).
- Unstimmigkeiten in der Bezeichnung der Mesembrianthema. In: Feddes repertorium specierum novarum regni vegetabilis. Band 43, Nummer 11–16, 1938, S. 222–230 (doi:10.1002/fedr.19380431104).
- Hymenocyclus Dtr. et Schwant. oder Malephora N.E.Br.? In: Feddes repertorium specierum novarum regni vegetabilis. Band 43, Nummer 11–16, 1938, S. 231–232 (doi:10.1002/fedr.19380431105).
- Strauchige Eiskrautgewächse (Aizoaceen) für den Steingarten. In: Beiträge zur Sukkulentenkunde und -pflege. 1938, S. 60–64.
- Cleretum N.E.Br. oder Micropterum Schwant. In: Feddes repertorium specierum novarum regni vegetabilis. Band 43. Nummer 17–20, 1938, S 257 (doi:10.1002/fedr.19380431702).
- Verzeichnis der Arten der Gattung Mesembryanthemum L. nebst deren abgetrennten Gattungen. Nachtrag II. In: Feddes repertorium specierum novarum regni vegetabilis. Band 47, Nummer 1–5, S. 29–48 (doi:10.1002/fedr.19390470107).
- Lithops werneri Schwant. et Jacobs. spec. nov. In: Cactus and Succulent Journal of Great Britain. Band 13, S. 69 (mit Gustav Schwantes)
- Some name changes in succulent plants – part II. In: National Cactus & Succulent Journal. Band 10, 1955, S. 80–85. (mit G. D. Rowley).
- Some name changes in succulent plants. IV. In: National Cactus & Succulent Journal. Band 13, 1958, S. 75–78. (mit G. D. Rowley).
- Why I wrote books. In: Cactus and Succulent Journal. Band 46, Nummer 5, 1971, S. 230–231.
- Some name changes in succulent plants. V. In: National Cactus & Succulent Journal. Band 28, Nummer 1, 1973, S. 1–6. (mit G. D. Rowley).

### Autoreintragfür Hermann Jacobsen (Botaniker) beimIPNI
- Kurzbiographie beim Botanischen Garten Kiel.

| Personendaten    | Personendaten                                            |
| ---------------- | -------------------------------------------------------- |
| NAME             | Jacobsen, Hermann                                        |
| ALTERNATIVNAMEN  | Jacobsen, Hermann Johannes Heinrich (vollständiger Name) |
| KURZBESCHREIBUNG | deutscher Gärtner                                        |
| GEBURTSDATUM     | 26. Januar 1898                                          |
| GEBURTSORT       | Hamburg                                                  |
| STERBEDATUM      | 19. August 1978                                          |
| STERBEORT        | Kiel                                                     |